# Pipin I. Akvitánský
Pipin I. Akvitánský (797 – 13. listopadu nebo 13. prosince 838, Ingelheim) byl král Akvitánie z karlovské dynastie.

## Biografie
Pipin se narodil jako druhý syn císaře Ludvíka I. Pobožného a jeho první manželky Ermengardy, dcery hraběte Ingermana z Hesbaye.
Záhy po svém nástupu na trůn v roce 814 císař Ludvík rozdělil svou říši mezi své syny; toto rozdělení zajistil v srpnu roku 817 na sněmu v Cáchách tím, že nechal schválit přijetí aktu Ordinatio imperii (O uspořádání říše). Podle něj se vláda v říši byla rozdělena mezi Ludvíka a jeho tři syny takto: nejstarší Lothar dostal největší část říše (Itálie, Neustrie, Austrasie a četné oblasti v Německu – pozdější Středofranská říše) a stal se otcovým spoluvládcem. Druhorozený Pipin dostal Akvitánii, toulouskou marku a také čtyři hrabství: Carcassonne v Septimanii, Autun, Avalon a Nevers v Burgundsku (v podstatě Západofranská říše); nejmladší syn Ludvík dostal Bavorsko a Korutany (Východofranská říše]. Rozdělení bylo doplněno řadou podmínek, např. že državy mladších synů Ludvíkových v případě jejich smrti nepřejdou na jejich dědice, ale budu rozděleny mezi Lothara a zbylé žijící bratry.

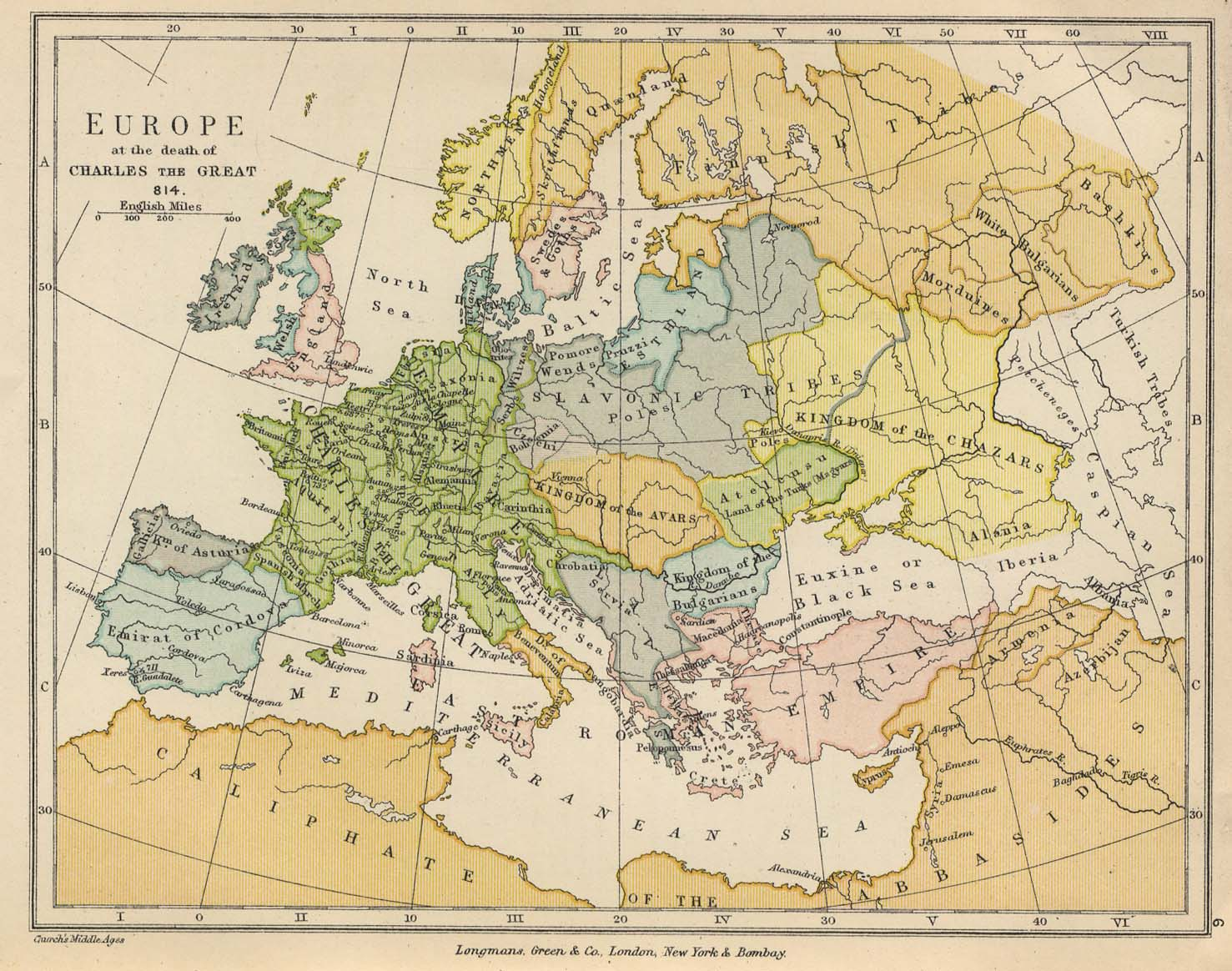
Evropa v roce 814

### První polovina vlády
V srpnu téhož roku, ve věku 17 let, byl Pipin korunován králem Akvitánie a spolu se svými rádci (mezi nimiž byli i toulouský hrabě Berengar či mnich a básník Ermoldus Nigellus) se odebral do svého nového panství. Již roku 818 povstal proti mladému králi gaskoňský vévoda Loup III. Centulle de Gascogne a roku 819; povstání Pipin potlačil a novým vévodou byl ustaven Aznar Sánchez. Nad Aragonií a Navarrou však franská vláda ustavena nebyla.
V létě roku 822 se Pipin účastnil na zasedání generálního sněmu v Attigny, kde se císař Ludvík I. Pobožný veřejně kál za krutost, s níž se choval k italskému králi Bernardu Italskému a jeho spojencům. V září téhož roku se Pipin oženil.
Roku 824 se Pipin spolu se svým bratrem Ludvíkem Němcem účastnil ve svitě císařově úspěšného tažení do Bretaně, proti povstavšímu hraběti Wihomarcovi (popis této výpravy se dochoval v básni Ermolda Nigella «Carmen In Honorem Ludovici Christianissimi Caesaris Augusti»). Následujícího roku byl Ermoldus obviněn svými nepřáteli z toho, že poštvává Pipina proti otci a na císařovův rozkaz byl poslán do Štrasburgu.
Roku 828 císař Ludvík poslal Lothara I. v čele velkého vojska do Španělské marky. Cestou se Lothar spojil s Pipinovým vojskem kvůli odražení útoku muslimů, k němuž však nedošlo. Mezitím v Gaskoňsku vzplály nové nepokoje, které v různé intenzitě přetrvávaly až do konce Pipinovy vlády.

### Nepokoje v letech 830–834
Dobré vztahy Pipina s otcem vzaly za své zřízením apanáže pro Karla Holého, nejmladšího císařova syna, jenž se narodil roku 823 z jeho druhého manželství s Juditou Bavorskou (Pipinova matka Ermengarda zemřela roku 818). V roce 829 Ludvík udělil Karlovi titul krále Alemanie, což bylo na úkor podílu Pipinova bratra Ludvíka Němce.
Když v následujícím roce 830 císař Ludvík zahájil další tažení proti Bretani, Pipin byl znepokojen válkou u samých hranic jeho království. Místo aby šel se svou armádou na pomoc otci, zvedl povstání a přes Orléans táhl na Paříž. Císařská vojska přešla na Pipinovu stranu. Jeho starší bratr Lothar vyhlásil, že bude bránit to rozdělení zemí, které bylo ustanoveno v roce 817. Druhý bratr, Ludvík Němec, který byl u otce, tajně uprchl z jeho tábora a rovněž se připojil k Pipinovi. V situaci, kdy neměl dostatečnou vojenskou sílu, rozhodl se Ludvík podrobit. Mezitím se Pipin dověděl, že císařova druhá žena Judita se skrývá v klášteře nedaleko Compiègne. Juditu přivezli do tábora a dali jí na výběr – stát se jeptiškou nebo přesvědčit císaře, aby on sám odešel do kláštera. S tím doprovodili císařovnu do stanu jejího manžela. Ludvík odpověděl,že on se nemůže rozhodnout pro řeholi bez souhlasu velmožů a biskupů obou zemí. Když se Judita vrátila s touto odpovědí k Pipinovi, poslali ji do Poitiers a v klášteře sv. Rodegundy jí oblékli řeholní roucho. Poté Pipin svolal do Compiègne sněm velmožů, který zbavil Ludvíka jeho svrchované vlády a předal ji Lotharovi. Ten se však na trůnu neudržel dlouho: na sněmu v Nijmegen se Ludvík Němec a Pipin, nespokojení s postavením staršího bratra, postavili za otce. Opírajíce se o tuto podporu, získali přívrženci starého císaře převahu nad jeho protivníky. Sněm jednohlasně rozhodl navrátit Ludvíkovi jeho svrchovanou vládu a vydat jeho manželku. Toto rozhodnutí bylo pro Lothara zcela neočekávané, ale k válce s otcem a bratry se neodhodlal. Byl nastolen starý pořádek a Judita se s velkými poctami navrátila z kláštera.
Zřízení podílu pro Karla nicméně zůstalo příčinou různic v císařské rodině. V roce 831 císař Ludvík provedl nové dělení říše, vyděliv království pro svého syna z druhého manželství Karla. Jako první svou nevůli projevil Pipin, jenž cítil více než ostatní podezíravost a malou náklonnost otcovu a nenávist macechy. V říjnu tohoto roku odmítl přijet do Thionville na další sněm. Ludvík to zdánlivě přijal klidně, avšak o dva měsíce později, když Pipin přibyl do Cách, nechal ho zadržet a internovat; Pipin nicméně v noci s několika druhy prchl a vrátil se do svého království. V září následujícího roku zbavil orleánský sněm Pipina královského titulu a Ludvík předal Akvitánii Karlu Holému. Pipna zajali i s jeho rodinou a dopravili do Trevíru. Podařilo se mu však opět utéci, vrátil se do Akvitánie a podnítil zde nové povstání. Podpořil ho Ludvík Němec. Kvůli blížící se zimě Ludvík nemohl povstání potlačit hned v zárodku. V zimě pak Pipina podpořili Lothar i papež Řehoř IV. Na jaře roku 833 Lothar přešel Alpy a spojil se s Pipinem a Ludvíkem Němcem nedaleko Colmaru. V červnu sem dorazil se svými vojsky i Ludvík Pobožný, ovšem místo co by se pustil ihned do boje, začal se syny vyjednávat. Tento odklad jeho věc zhatil. Synové naoko začali jednat o míru, více však usilovali o to, aby na svou stranu získali velmože dosud věrné císaři. Využivše dobré vůle otcovy i všeobecné neoblíbenosti Juditiny, uspěli rychle ve svém díle. Jeden za druhým velmožové začali opouštět Ludvíka a přecházeli do tábora jeho synů. Uplynulo pouze několik dní a císař zůstal bez své armády – obklopovala ho pouze hrstka vojáků a několik biskupů. 29. června císař s manželkou, nejmladším synem a nevelkou svitou přijel do tábora synů a odevzdal se do jejich rukou. Judita byla odvezena za Alpy a internována v Tortoně, Ludvíka odvezli do Soissons, kde ho drželi pod zámkem v klášteře sv. Medarda. Karla odvezli do opatství Prüm.
Záhy však Pipin a Ludvík Němec, opět nespokojení s vůdčím postavením nejstaršího bratra, se s Lotharem nepohodli a přešli opět na stranu otce. 1. března roku 834 byl císař Ludvík osvobozen z vězení a s mladšími syny se smířil. Pipin byl ustanoven do svého původního postavení krále Akvitánie.

### Sklonek Pipinovy vlády
Po návratu do Akvitánie se Pipin věnoval nápravě poměrů v království. Zde přetrvávala napjatá situace v Gaskoňsku. Nepokoje zesílily za války ve Franské říši mezi císařem a jeho syny a v roce 836 přerostly v otevřené povstání. V bojích zahynul gaskoňský vévoda Aznar Sánchez a novým vévodou se, bez ohledu na Pipinovy protesty, stal jeho bratr Sancho II. Vztahy mezi ním a Pipinem byly téměř nepřátelské.
Bez ohledu na pomoc, kterou Pipin poskytl otci v boji s Lotharem, neupustil císař Ludvík od záměru přidělit svému nejmladšímu synovi Karlovi Holému důstojný podíl v říši; stalo se tak na úkor krále Akvitánie. Na generálním sněmu v Cáchách v roce 837 v přítomnosti Pipina a Ludvíka Němce se uskutečnila ceremonie pasování Karla mečem (znak dosažení plnoletosti) a zde císař vyhlásil vznik nového vévodství – Neustrie, jehož součástí se stala řada území na sever od Loiry, jež dosud náležela Pipinovi. Vládcem nového útvaru byl prohlášen Karel Holý a všechna místní šlechta mu přísahala věrnost jako svému novému vládci. Roku 838 bylo od Akvitánského království odděleno ve prospěch Neustrie ještě několik oblastí; není přitom známo nic o tom, že by Pipin projevil nějakou nevůli s tímto konáním Ludvíka Pobožného ve svůj neprospěch.
Záhy poté, roku 838, Pipin náhle zemřel. Přesné datum jeho skonu není známo, prameny hovoří o 13. listopadu nebo 13. prosinci. Pochován byl v Sainte-Croix v Poitiers v klášteře sv. Radegundy. Jeho smrt vyvolala další občanskou válku, když císař, pominuv práva svého vnuka, Pipinova syna Pipina, udělil Akvitánii Karlu Holému. Akvitánci však toto rozhodnutí neakceptovali a sjednotili se na podpoře Pipinova prvorozeného, který pak nastoupil na trůn jako Pipin II. Akvitánský. Ten ovšem své dědictví celý život musel proti Karlu Holému hájit; nakonec po smrti Pipina II. připadlo Karlovu synovi Karlovi zvanému Dítě.

## Manželství, potomci
Roku 822 se Pipin oženil s Ingeltrudou (zvanou také Engelberga, Rigarda, Hringarda či Ringarta), dcerou Theodoberta, hraběte Madrie. Z jejich manželství vzešli dva synové a snad i dvě dcery:
- Pipin II. Akvitánský (823 – po 864), akvitánský král v letech 838–852;
- Karel (825 – 830 – 4. července 863), mohučský arcibiskup od roku 856;
- (?) Berta († 874); manžel Gérard I., hrabě z Auvergne († 25. června 841);
- (?) dcera; manžel: Rathier, hrabě z Limoges († 25. června 841).